# يدنا سي يدانا
«يدنا سي يدانا»، كان النشيد الوطني للبوسنة والهرسك بين سنتي 1992 و1998.
الموسيقى أخذت من الأغنية البوسنة الشعبية القديمة "S one strane Plive" «اس ون تران بلايف» والتي تعني (على ضفة النهر البعيد لنهر البلايف أو على الضفة الأخرى من نهر البلايف)، والكلمات للنشيد قد كتبت بواسطة النجم البوسني إيدين ديرفيشاليدوفيتش. وقد تم تبني النشيد في نوفمبر 1992 بعد عدة شهور من الاستقلال في مارس 1992. مهما يكن، بسبب الـ «يدنا سي يدانا» فقد تم الاحتجاج بسبب قرب الكلمات للبوسنين، وقد لوحظ استثناء النشيد الكروات البوسنين والصرب البوسنين. ولكن لايزال الـ (يدنا سي يدانا) هو النشيد الوطني الحقيقي للكثير من البوسنين.

## الكلمات
| بالبوسنية | الترجمة إلى العربية |
| --- | --- |
| Zemljo tisućljetna Na vjernost ti se kunem Od mora do Save Od Drine do Une Refren: Jedna si jedina moja domovina Jedna si jedina Bosna i Hercegovina Bog nek' te sačuva Za pokoljenja nova Zemljo mojih snova Mojih pradjedova Refren | أيها الأرض ذات الألف سنة أنا أعهد ولائي لكي من السافا إلى البحر من الدرينا إلى الأونا المقطع الأساسي: الموحدّة والمميزة أرضي الأم الوحيدة الموحدّة والمميزة البوسنة والهرسك يصونك ربي لقدوم الأجيال أرض أحلامي أرض أسلافي المقطع الأساسي |

- ملاحظة : السافاو الدرينا والأونا هي أسامي أنهار في البوسنة والهرسك.